# Liste der Kulturdenkmale in Oberlungwitz

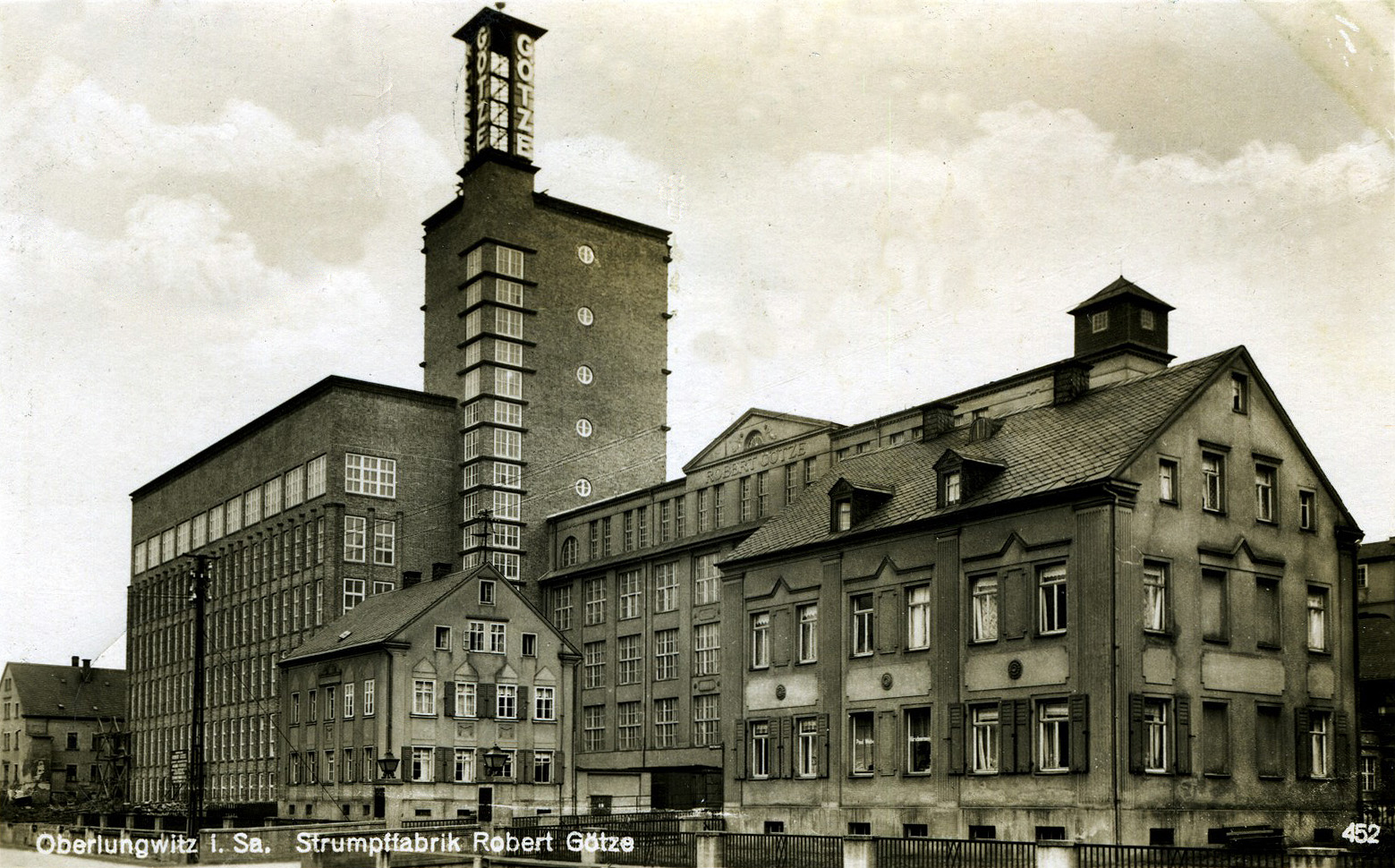
Alte Strumpffabrik von 1929

Die Liste der Kulturdenkmale in Oberlungwitz enthält die Kulturdenkmale in Oberlungwitz.
Diese Liste ist eine Teilliste der Liste der Kulturdenkmale in Sachsen.

## Legende
- Bild: Bild des Kulturdenkmals, ggf. zusätzlich mit einem Link zu weiteren Fotos des Kulturdenkmals im Medienarchiv Wikimedia Commons. Wenn man auf das Kamerasymbol klickt, können Fotos zu Kulturdenkmalen aus dieser Liste hochgeladen werden:
- Bezeichnung: Denkmalgeschützte Objekte und ggf. Bauwerksname des Kulturdenkmals
- Lage: Straßenname und Hausnummer oder Flurstücknummer des Kulturdenkmals. Die Grundsortierung der Liste erfolgt nach dieser Adresse. Der Link (Karte) führt zu verschiedenen Kartendiensten mit der Position des Kulturdenkmals. Fehlt dieser Link, wurden die Koordinaten noch nicht eingetragen. Sind diese bekannt, können sie über ein Tool mit einer Kartenansicht einfach nachgetragen werden. In dieser Kartenansicht sind Kulturdenkmale ohne Koordinaten mit einem roten bzw. orangen Marker dargestellt und können durch Verschieben auf die richtige Position in der Karte mit Koordinaten versehen werden. Kulturdenkmale ohne Bild sind an einem blauen bzw. roten Marker erkennbar.
- Datierung: Baubeginn, Fertigstellung, Datum der Erstnennung oder grobe zeitliche Einordnung entsprechend des Eintrags in der sächsischen Denkmaldatenbank
- Beschreibung: Kurzcharakteristik des Kulturdenkmals entsprechend des Eintrags in der sächsischen Denkmaldatenbank, ggf. ergänzt durch die dort nur selten veröffentlichten Erfassungstexte oder zusätzliche Informationen
- ID: Vom Landesamt für Denkmalpflege Sachsen vergebene, das Kulturdenkmal eindeutig identifizierende Objekt-Nummer. Der Link führt zum PDF-Denkmaldokument des Landesamtes für Denkmalpflege Sachsen. Bei ehemaligen Kulturdenkmalen können die Objektnummern unbekannt sein und deshalb fehlen bzw. die Links von aus der Datenbank entfernten Objektnummern ins Leere führen. Ein ggf. vorhandenes Icon  führt zu den Angaben des Kulturdenkmals bei Wikidata.

## Oberlungwitz, Stadt
| Bild                                    | Bezeichnung | Lage                            | Datierung                                                | Beschreibung | ID       |
| --------------------------------------- | --- | ------------------------------- | -------------------------------------------------------- | --- | -------- |
| Weitere Bilder                          | Kirche des Ortsteils Abtei | Abteistraße (Karte)             | 1747/48                                                  | Bau- und ortsgeschichtlich von Bedeutung, ursprünglich Abtskapelle des Klosters Grünhain. Einfache, flachgedeckte Rechteckanlage, Dachreiter, an Empore Reste eines Flügelaltars um 1500, drei barocke Reliefs, Kanzel von Mosesfiguren getragen, zweite Hälfte 18. Jahrhundert, im 19. Jahrhundert verändert, 1890 haben sich die Orte Abtei und Oberlungwitz miteinander vereinigt. | 09235923 |
| Direkt Bild zu diesem Denkmal hochladen | Wohnhaus | Am Bach 6 (Karte)               | nach 1800                                                | Baugeschichtlich von Bedeutung, mit Fachwerk-Obergeschoss. Fachwerk Obergeschoss, verkleidet oder verputzt, Erdgeschoss massiv. | 09235717 |
| Direkt Bild zu diesem Denkmal hochladen | Wohnhaus | Am Bach 8 (Karte)               | um 1800                                                  | Baugeschichtlich von Bedeutung, mit Fachwerk-Obergeschoss. Fachwerk Obergeschoss, ein Schiebefenster und andere originale Fenster, Obergeschoss verkleidet, Krüppelwalmdach, Erdgeschoss massiv, originale Tür- und Fenstergewände und Haustür, neueres Haus an dieses angebaut. | 09235718 |
| Direkt Bild zu diesem Denkmal hochladen | Wohnhaus mit angebautem Seitenflügel und Einfriedung des Grundstücks | Am Bach 18 (Karte)              | bezeichnet 1847                                          | Baugeschichtlich von Bedeutung, Fachwerk-Obergeschoss, originales Türgewände. Seitengebäude massiv, Fachwerk Obergeschoss, Erdgeschoss massiv, originale Fenster- und Türgewände. | 09235719 |
| Direkt Bild zu diesem Denkmal hochladen | Villa mit Einfriedung und Garten | Erlbacher Straße 17 (Karte)     | um 1930                                                  | Baugeschichtlich von Bedeutung, Klinkerbau im traditionalistischen Stil der 1920er Jahre. Klinkerfassade, quadratischer Grundriss, Fensterläden mit Jalousie, Zaunpfeiler auch Klinker, Türportal gebildet durch rundbogig gemauerte Klinker, betont, Freitreppe, Klinker geflammt. | 09235921 |
| Direkt Bild zu diesem Denkmal hochladen | Wohnstallhaus, Seitengebäude und Scheune eines Dreiseithofes | Grüner Weg 3 (Karte)            | vor 1800                                                 | Baugeschichtlich und wirtschaftsgeschichtlich von Bedeutung, Fachwerkbauten. - Wohnhaus: Erdgeschoss teilweise verändert, Fachwerk Obergeschoss verbrettert und auch teilweise verkleidet, Krüppelwalmdach, Fachwerk Obergeschoss, teilweise verkleidet, Krüppelwalmdach, Fachwerk Obergeschoss, Dachteil und Stallteil dieses Hauses komplett erhalten, - Seitengebäude: Fachwerk Obergeschoss verkleidet oder verbrettert, Erdgeschoss massiv, Garageneinbau, Krüppelwalmdach, Proportionen erhalten, - Scheune: Ausgefacht teilweise mit Ziegelmauerwerk, teilweise Lehmstakung, vor 1800, Satteldach, schönes Tor. | 09235912 |
| Direkt Bild zu diesem Denkmal hochladen | Häuslerhaus | Hirschgrund 2 (Karte)           | um 1800                                                  | Baugeschichtlich und sozialgeschichtlich von Bedeutung, Fachwerkhaus. Fachwerk Obergeschoss, verputzt, giebelseitig Schuppenanbau, verbrettert, Erdgeschoss massiv, Türgewände, Tür im Obergeschoss, Satteldach, in Nähe der Abteikirche. | 09235922 |
| Direkt Bild zu diesem Denkmal hochladen | Häuslerhaus | Hirschgrund 6 (Karte)           | um 1800                                                  | Baugeschichtlich und sozialgeschichtlich von Bedeutung. Fachwerk, vermutlich auch im Erdgeschoss, Giebel verkleidet, Krüppelwalmdach, giebelseitiger Anbau, Haus verputzt. | 09235924 |
|                                         | Meilenstein | Hofer Straße (Karte)            | um 1858 (Meilenstein)                                    | Stationsstein aus Sandstein gefertigt und vom ursprünglichen Standort versetzt, verkehrsgeschichtlich von Bedeutung. Stationsstein. Bei Erfassung 1994 noch ohne Inschrift und Krone. – Um 2000 restauriert und auf dem neu gestalteten Vorplatz neben dem Gasthaus „Zur Post“ aufgestellt. Bis zu seiner Bergung stand der Stein hinter dem Buswartehäuschen gegenüber der Humboldtschule im Verborgenen. Sein ursprünglicher Standort war wohl an der Ecke Poststraße/Hofer Straße (siehe www.oberlungwitz.de/sehenswuerdigkeiten.htm). | 09235909 |
| Direkt Bild zu diesem Denkmal hochladen | Strumpffabrikgebäude | Hofer Straße 18 (Karte)         | 1925/1926                                                | Langer dreigeschossiger Bau mit ausgebautem Mansarddach in Stahlbetonkonstruktion, gegliedert in verschiedene hervortretende Elemente wie einen halbrunden Treppenturm und einen Eingangsbau mit Treppenhaus, Gestaltung in Art déco, im Äußeren und im Inneren authentisch erhalten, baugeschichtlich, wirtschaftsgeschichtlich und ortsgeschichtlich von Bedeutung. Geschichte: - 1864 Beginn der Produktion von Strümpfen durch Otto Kunze (zweite Strumpffabrik, nach Louis Bahner (Beginn der industriellen Fertigung 1842)), - 1925/26 errichtete Kunze ein neues Fabrikgebäude im Stil des Art déco, - Zwischen 1945 und 1972 „Otto Kunze KG“, - 1972 verstaatlicht zum VEB Modestrumpf, - Um 1980/85 Eingliederung in den VEB Strumpfwerke Turmalin Hohenstein-Ernstthal, - 1979 Strumpfkombinat ESDA, - 1990 erfolgte die Umwandlung des VEB Strumpfwerke Turmalin Hohenstein-Ernstthal in die Turmalin – Strumpfwaren GmbH. - 2015 Einstellung der Produktion. Bauliche Schutzgüter: Produktionsgebäude: gedrungen, Putzbau, originale Fenster und Türen sowie Kubatur; Stahlbetonkonstruktion; zwei großzügige Treppenhäuser mit Aufzügen; aufwändige, unregelmäßige Gestaltung des Mansarddaches. | 09306504 |
| Direkt Bild zu diesem Denkmal hochladen | Wohnhaus mit angebauten Werkstattgebäude zum Hof sowie mit Toreinfahrt und Einfriedung zum Nachbargrundstück | Hofer Straße 19 (Karte)         | Ende 19. Jahrhundert                                     | Baugeschichtlich und stadtentwicklungsgeschichtlich von Bedeutung, Gründerzeitgebäude. Bildet Einheit, Wohnhaus an Straße mit Satteldach, zweigeschossig, sechs Achsen, Mittelrisalit, Zwerchgiebel, dort Rundfenster und Rundbogenfenster, Putzfassade, Gesimsband, originale Fenstergewände mit waagrechtem Gebälk im ersten Obergeschoss, Tor und Einfriedung. | 09235899 |
| Weitere Bilder                          | Zwei benachbarte Strumpffabrikanlagen bestehend aus - zwei Fachwerk-Gebäuden und zwei Fabrikationsgebäuden im Fabrikgelände sowie - drei Fabrikations- und Verwaltungsgebäuden entlang der Hofer Straße (ohne die ehemals vier einzeln stehenden zweigeschossigen Häuser) und - Pförtnerhäuschen mit Brückenzufahrt (darauf zwei Figuren) | Hofer Straße 32 (Karte)         | 1. Drittel 20. Jahrhundert (Fabrikkomplex Strumpffabrik) | Fabrikanlage der Strumpffabrik Robert Götze (ROGO-Werke) und Strumpffabrik Friedrich Tauscher (FTO-Werke), 1949 zum VEB Feinstrumpfwerke Oberlungwitz (FSO) vereint, später bis 1990 Kombinat Esda, zwei für die Strumpfindustrie in Oberlungwitz wirtschaftsgeschichtlich bedeutende Unternehmen, auf diesem Grundstück begann im 18. Jahrhundert die Strumpfproduktion, aus dieser Zeit entstammen die Ursprungsbauten wie barocke Wohnhäuser einer Mühle, Fachwerkbauten, eines mit prächtigem Segmentbogenportal, Verwaltungsbauten im Reformstil der Zeit um 1910, Fabrikgebäude als Klinkerbauten im Stil der Moderne 1928 von dem Chemnitzer Architekten Friedrich Wagner-Poltrock entworfen. Am Standort ist die lückenlose baugeschichtliche Entwicklung nachweisbar und daher wichtiges baugeschichtliches, ortsgeschichtliches, künstlerisches und kunstgeschichtliches Zeugnis der Textilindustrie und des Fabrikbaus im Allgemeinen. Geschichte Strumpffabrik Robert Götze/Friedrich Tauscher: - 1886 Gründung, - 1928 Neubauten im Stil der Moderne, die beide miteinander harmonisieren, - 1945 Übernahme durch die SMAD, - 1949 Firma Tauscher wird VEB Feinstrumpfwerke Oberlungwitz, - 1953 Auch das Robert Götze-Werk in den VEB Feinstrumpfwerke Oberlungwitz (FSO) integriert (und Anschluss des VEB Feinstrumpfwerke Sachsenring, Lichtenstein) - 1. Januar 1965 ist der VEB Feinstrumpfwerke Oberlungwitz (und die Vereinigte Feinstrumpfwerke Esda Auerbach/E. und Feinstrumpfwerke „3 Tannen“ Thalheim) dem neuen gegründeten VEB Vereinigte Feinstrumpfwerke Thalheim als Betriebsteil eingegliedert worden. - Später/1982? zum Kombinat Esda eingegliedert, - 1990 Reprivatisierung, - ab 1990 (bis 2015?) ROGO Strumpfwerke GmbH Schutzgüter: - Gebäude (XXII): Fachwerk Obergeschoss, Erdgeschoss massiv, bezeichnet 1790, originales Türportal mit Datum und Initiale, sehr schöne originale Haustür, strebenreiches Fachwerk, Stichbogenportal, Krüppelwalm-Mansarddach, breiter Schwellenkranz, erbaut von Johann Emanuel Samuel Uhlig – Organist der Abteikirche (sein Großvater Samuel Uhlig soll 1731 den ersten Strumpfwirkstuhl – Handkulierstuhl – in Abtei/Oberlungwitz aufgestellt haben), - Hofer Straße ROGO-Produktionsgebäude (Nordosten im Areal): Mehrgeschossiger Klinkerbau der Moderne mit turmartigen Gebäudeanbau, Flachdach mit Oberlichtern, auf Turm nochmals künstlerischer Aufbau bestehend aus vier Streben, die eine metallische Kugel umschließen, 19227/28 von Friedrich Wagner-Poltrock (Chemnitz) entworfen, originale Fassadengliederung mit Gestaltungselementen erhalten, - Produktionsgebäude: A den Klinkerbau anschließend, um 1910, fünfgeschossig, Putzbau, Stahlbeton Satteldach, an der Westseite abgewalmt, dreieckiger Dachaufbau an der Traufseite zur Hofer Straße, Westseite zur Hofer Straße auch Turmanbau, Fassade durch weitausstehendes Gesims gegliedert, Verbindungsbau in Höhe des zweiten Obergeschoss über die Haupteinfahrt zum benachbarten Produktionsgebäude der Firma Friedrich Tauscher, wahrscheinlich erst in der zweiten Hälfte des 20. Jahrhunderts errichtet, - Produktionsgebäude (Fabrik Friedrich Tauscher): Rechts / östlich der Toreinfahrt, dreigeschossiger Putzbau, wahrscheinlich Stahlbeton, Fenster kleinteilig, im dritten Obergeschoss verändert, dreieckige Gaupe an der Traufseite, Walmdach, - Davon im rechten Winkel Richtung Hofer Straße abgehend ein älteres Gebäude (wahrscheinlich Verwaltungsgebäude/Kontor der Firma Tauscher): Dreigeschossiger Putzbau, Mansardwalmdach, Schieferdeckung, Gurtgesims und Risalit, Verbindungsbau (Bogen) aus Klinker zum westlichen Produktionsgebäude, in der Ecke - (Richtung Hofer Straße) eingefügter Verbindungsbau: Putzbau, Mansardwalmdach, verschiedenartige Fensteröffnungen, Toreinfahrt, Verlängerung in südliche Richtung dreigeschossiges langgestrecktes Produktionsgebäude mit flachem Walmdach, Pappdeckung, Fahrstuhlaufbau, Verbindungsbau zum westlichen Produktionsgebäude, - Davor Wohnhaus der ehemaligen Mühle, Schlussstein datiert 1774, Erdgeschoss massiv, originale Fenstergewände mit zwei Hohlkehlen und Abfasung, barocke Fenster, Fachwerk Obergeschoss strebenreich, Haustür original, am Türstock Initiale „GS“ und Datierung, Krüppelwalm-Mansarddach, - An der Hofer Straße Produktionsgebäude (Fa. Friedrich Tauscher): mehrgeschossiger Klinkerbau der Moderne mit qualitätvoller künstlerischer, original erhaltener Fassadengestaltung, 1928 von Friedrich Wagner-Poltrock (Chemnitz) entworfen, oberste Fensterreihe mit dreieckigem Abschluss, Flachdach (Pappdeckung), originale Fassadengliederung, - Dahinter im Innenhof Kesselhaus/Energiezentrale(?) (ohne südliche Anbauten): Gebäudegruppe bestehend aus Flachbau und eingeschossigem Hochbau mit gebäudehohen Fenstern, 1928, Klinkerbau, wappenähnliches Wandbild/Relief mit den Initialen FTO aus Klinkern, - Um den Innenhof gruppieren sich weitere Produktionsgebäude der Firma Friedrich Tauscher: (von links nach rechts): - KEIN DENKMAL: wahrscheinlich später errichtet, dreigeschossiger Putzbau, Walmdach mit Gaupen und sieben Fensterachsen umfassenden Mittelrisalit, Toreinfahrt wahrscheinlich später eingefügt, - Südlich/rechts daneben Produktionsgebäude - Um 1930, viergeschossiger Putzbau, wahrscheinlich Stahlbeton, große Fenster, Walmdach, Turmaufbau (Fahrstuhl?), - Im rechten Winkel davon abgehend ein weiteres Produktionsgebäude: zweigeschossig, große Fensteröffnungen, Flachdach, Fahrstuhlturm. | 09235908 |
| Direkt Bild zu diesem Denkmal hochladen | Wohnhaus | Hofer Straße 48 (Karte)         | um 1820                                                  | Baugeschichtlich von Bedeutung, mit Fachwerk-Obergeschoss und originalem Türportal. Fachwerk Obergeschoss, verschiefert, ein Giebel massiv, neues Haus angebaut, ursprünglich Krüppelwalmdach, Fenster- und Türgewände im Erdgeschoss original, Haus steht vermutlich leer, wichtig durch Lage an Hauptstraße. | 09235729 |
| Direkt Bild zu diesem Denkmal hochladen | Wohnstallhaus, zwei Seitengebäude (davon eines mit Oberlaube) und Scheune eines Vierseithofes | Hofer Straße 57 (Karte)         | vor 1800                                                 | Baugeschichtlich und wirtschaftsgeschichtlich von Bedeutung, Fachwerkbauten, straßenbildprägende Lage. Hof nicht besichtigt, liegt an Straße, wichtig für Ortsbild, - Wohnhaus: Zu große Fenster im Fachwerk Obergeschoss Giebel, Erdgeschoss massiv, Obergeschoss verkleidet, Satteldach, vermutlich um 1800, - Seitengebäude straßenseitig: Fachwerk Obergeschoss verkleidet, Satteldach, Erdgeschoss massiv, - Zweites Seitengebäude mit Giebel zur Straße: Fachwerk Obergeschoss, Giebel verschiefert, an Traufseite offener Laubengang mit gezapften Holzverbindungen, vermutlich vor 1800, Satteldach, Giebeldreieck verbrettert, mit Wellblech verschlagen, - Scheune: Vermutlich teilweise als Remise genutzt, Bruchsteingiebel, teilweise durch Ziegelmauerwerk ersetzt, Satteldach. | 09235901 |
| Direkt Bild zu diesem Denkmal hochladen | Wohnhaus | Hofer Straße 60 (Karte)         | nach 1800                                                | Ländliches traditionelles Gebäude mit verkleidetem Fachwerk-Obergeschoss, baugeschichtlich und ortsbildprägend von Bedeutung. Fachwerk Obergeschoss, verkleidet, Erdgeschoss massiv, Krüppelwalmdach, ohne nachträglichen Ladenanbau. | 09235727 |
| Direkt Bild zu diesem Denkmal hochladen | Wohnhaus mit Werkstattanbau | Hofer Straße 62 (Karte)         | 1. Hälfte 19. Jahrhundert                                | Baugeschichtlich und ortsbildprägend von Bedeutung, ländliches Wohnhaus mit Fachwerk-Obergeschoss und schönem Türportal. Fachwerk Obergeschoss verputzt, Erdgeschoss massiv, originale Haustür, Fenster- und Türgewände, Krüppelwalmdach, Werkstatt nachträglich. | 09235726 |
| Direkt Bild zu diesem Denkmal hochladen | Wohnhaus mit angebautem Seitenflügel | Hofer Straße 87 (Karte)         | bezeichnet 1806                                          | Baugeschichtlich von Bedeutung, ländlicher Bau mit Fachwerk-Obergeschoss und schönem Türportal. Datiert am Türstock, weiter Initiale D, waagrechtes Gebälk, originale Haustür, Fensterläden, Fenstergewände mit zwei Hohlkehlen und Abfasung, Fenster mit Kreuzstock, Obergeschoss verkleidet, Ladentür mit Läden, eventuell Ladeneinbau nachträglich um 1820, Krüppelwalmdach, wichtig für Ortsbild, sehr guter Originalbestand in gutem Erhaltungszustand, schöne originale, zweiflüglige Tür mit aufgedoppelten Brettern. | 09235914 |
| Direkt Bild zu diesem Denkmal hochladen | Häuslerhaus | Hofer Straße 103 (Karte)        | vor 1800                                                 | Baugeschichtlich und sozialgeschichtlich von Bedeutung, Fachwerkhaus mit originalem Türgewände. Satteldach mit Aufschüblingen, strebenreiches Fachwerk Obergeschoss, Erdgeschoss massiv, leerstehend, traufseitiger Anbau im Erdgeschoss. | 09235915 |
| Direkt Bild zu diesem Denkmal hochladen | Mietshaus in offener Bebauung | Hofer Straße 104 (Karte)        | um 1905                                                  | Mit Laden, schlichter Putzbau des späten Historismus, von städtebaulichem Wert. Putzfassade, zweigeschossig, Zwerchgiebel, Verzierungen, Laden und Türen aus Entstehungszeit, Putz verändert, teilweise Walmdach, Fenster original. | 09235712 |
| Weitere Bilder                          | Schule | Hofer Straße 137 (Karte)        | 1889–1891                                                | Baugeschichtlich und ortsgeschichtlich von Bedeutung, Gründerzeitgebäude. Putznutung im Erdgeschoss, Eckquaderung, Sockel Polygonmauerwerk, Fenster verändert, originale Haustür mit Freitreppe, Schule nachträglich erweitert, dieser Anbau kein Denkmal. | 09235910 |
| Direkt Bild zu diesem Denkmal hochladen | Posthalterei, später mit Gasthaus | Hofer Straße 155 (Karte)        | nach 1788                                                | Als Poststation mit Pferdewechsel von außerordentlich großer ortsgeschichtlicher sowie baugeschichtlicher und städtebaulicher Bedeutung, Fachwerkbau mit barockem Korbbogenportal. Erdgeschoss massiv, Stichbogenportal, repräsentatives Gebäude in sehr gutem Originalzustand mit außerordentlich hoher Bedeutung für das Ortsbild, Fachwerk Obergeschoss strebenreich, holzreich, Krüppelwalm-Mansarddach, originale Gauben, ehemalige Umspanne. | 09235920 |
| Direkt Bild zu diesem Denkmal hochladen | Wohnhaus, ehemaliges Wohnstallhaus | Hofer Straße 175 (Karte)        | um 1800                                                  | Baugeschichtlich von Bedeutung, ländliches Wohnhaus mit Fachwerk-Obergeschoss. Fachwerk Obergeschoss, Erdgeschoss massiv, originale Fenster, Tür verändert, zwei zu große Fenster im Erdgeschoss, Obergeschoss verschiefert. | 09235730 |
| Direkt Bild zu diesem Denkmal hochladen | Meisterhaus, Innungshaus der Strumpfwirker, später Altenheim | Hofer Straße 197 (Karte)        | 1838                                                     | Ortsgeschichtlich und städtebaulich bedeutsamer Putzbau, schönes klassizistisches Türportal mit geschnitzten Türflügeln von künstlerischer Bedeutung. Dreigeschossig, waagrechtes Gebälk über Tür, Fenster verändert, Putzfassade, Walmdach, verzierte Haustür. | 09235728 |
| Weitere Bilder                          | Rathaus | Hofer Straße 203 (Karte)        | 1904                                                     | Markanter Putzbau von baugeschichtlicher, baukünstlerischer, stadtgeschichtlicher und ortsbildprägender Bedeutung, im Stil des späten Historismus. Putzfassade, Voluten- und Staffelgiebel, Betonfenstergewände, Neorenaissance, Vorhaus mit gewundener Säule, Gitter, Sockel Polygonmauerwerk Säule. | 09235724 |
| Direkt Bild zu diesem Denkmal hochladen | Zwei Seitengebäude und Scheune eines Vierseithofes | Hofer Straße 217 (Karte)        | 2. Hälfte 18. Jahrhundert                                | Markanter Bauernhof von großer hausgeschichtlicher, sozialgeschichtlicher, ortsgeschichtlicher und städtebaulicher Bedeutung, Fachwerkbauten, Gehöft wichtig für Ortsbild. - Scheune: Fachwerk verbrettert, - Seitengebäude: Tordurchfahrt zur Straße, Fachwerk Obergeschoss, Drehflügelfenster, gezapfte Holzverbindungen, Satteldach, Obergeschoss teilweise verbrettert, Erdgeschoss massiv (Mitte 18. Jahrhundert), - Zweites Seitengebäude: Fachwerk Obergeschoss, Satteldach, Tür im Obergeschoss, Erdgeschoss verändert, ursprünglich vermutlich mit vierbogiger Oberlaube, heute zugesetzt, geblattete Kopfbänder (um 1700), im Erdgeschoss Garageneinbauten, | 09235723 |
| Direkt Bild zu diesem Denkmal hochladen | Wohnhaus mit angebauten Seitenflügeln | Hofer Straße 295 (Karte)        | nach 1800                                                | Baugeschichtlich von Bedeutung, Fachwerkbau, wichtig für Ortsbild. Hakenhof, Fachwerk Obergeschoss teilweise verputzt, Erdgeschoss massiv, zwei zu große Fenster im Obergeschoss, verschiefert, Krüppelwalmdach. | 09235704 |
| Weitere Bilder                          | Kirche mit Ausstattung, Kirchhofsmauer, Feierhalle, Kriegerdenkmal für die Gefallenen des Deutsch-Französischen Krieges 1870/71 und für die Gefallenen des Ersten Weltkrieges, Soldatengräber, Grabmal Familienstätte Chr. F. Tauscher, Grabmal Familienstätte Bahner                                                                     | Kirchweg (Karte)                | 1804                                                     | Baugeschichtlich, ortsgeschichtlich und ortsbildprägend von Bedeutung, klassizistische Saalkirche nach Plänen des Architekten Muhrhardt aus Lichtenstein. Einzeldenkmale der Sachgesamtheit Martinskirche und Kirchhof Oberlungwitz (siehe auch Obj. 09235918): Kirche: Von älterem Bau Unterteil des Westturmes erhalten mit sterngewölbter Halle, Schiff 1804, Emporensaal, Kanzel und Taufe aus Erbauungszeit, in Turmhalle Reste zweier Flügelaltäre um 1510, Zwickauer Werkstatt des Leonhardt Herrgott, Taufe 18. Jahrhundert. | 09235917 |
|                                         | Sachgesamtheit Martinskirche und Kirchhof Oberlungwitz, mit einigen Einzeldenkmalen sowie gärtnerisch gestaltetem Kirchhof (Gartendenkmal) | Kirchweg (Karte)                | 19. Jahrhundert                                          | Baugeschichtlich, ortsgeschichtlich und ortsbildprägend von Bedeutung, klassizistische Saalkirche nach Plänen des Architekten Muhrhardt aus Lichtenstein. Einzeldenkmale der Sachgesamtheit Martinskirche und Kirchhof Oberlungwitz (siehe auch Obj. 09235917): - Kirche: Von älterem Bau Unterteil des Westturmes erhalten mit sterngewölbter Halle, Schiff 1804, Emporensaal, Kanzel und Taufe aus Erbauungszeit, in Turmhalle Reste zweier Flügelaltäre um 1510, Zwickauer Werkstatt des Leonhardt Herrgott, Taufe 18. Jahrhundert, Turmerhöhung 1923. - Kirchhofsmauer, - Feierhalle: Anschrift: Kirchweg 1c (?) - Kriegerdenkmal für die Gefallenen des Deutsch-Französischen Krieges 1870/71, Kriegerdenkmal für die Gefallenen des Ersten Weltkrieges (vier Tafeln und Bronzeplastik), Soldatengräber, - Familienstätte Tauscher: Bronzeplastik, - Familienstätte Bahner mit Bronzeplastik Kniende Frau. | 09235918 |
| Direkt Bild zu diesem Denkmal hochladen | Wohnhaus, ehemalige Schule | Kirchweg 6 (Karte)              | bezeichnet 1829                                          | Baugeschichtlich und ortsgeschichtlich von Bedeutung, mit Fachwerk-Obergeschoss und schönem klassizistischem Türportal. Schöne originale Haustür, Fenster- und Türgewände original, im Inneren guter Originalzustand, Erdgeschoss massiv, Fachwerk Obergeschoss verkleidet, Inschrift straßenseitig an Türportal. | 09235919 |
| Direkt Bild zu diesem Denkmal hochladen | Pfarrhaus, zwei Seitengebäude, Torbogen und Pforte des Pfarrhofes | Kirchweg 7 (Karte)              | um 1800                                                  | Baugeschichtlich und ortsgeschichtlich von Bedeutung, schöne Tür- und Fenstergewände, mit Fachwerk-Obergeschoss, ortsbildprägende Lage am Kirchhof. Ein Gebäude massiv, nach 1850, die anderen Gebäude Fachwerk Obergeschoss, Erdgeschoss massiv, Krüppelwalmdach, schöne Tür- und Fenstergewände, um 1800. | 09235916 |
| Direkt Bild zu diesem Denkmal hochladen | Wohnstallhaus mit angebautem Seitenflügel eines Bauernhofes | Neue Welt 2 (Karte)             | bezeichnet 1522 (Sitznischenportal)                      | Wertvolles Bauernhaus in Fachwerk-Bauweise, seltenes Sitznischenportal der Renaissancezeit, barocker Türstock mit Inschrift, baugeschichtlich und kunstgeschichtlich von Bedeutung. Am Türstock datiert, Stichbogenportal mit Schlussstein, dort verzierte Initiale und Datum, am Türstock Inschrift: „Denckt nicht der dieses Haußes vor kurzem abgemeßen das er das schönste Hauß des Himmels hat vergeßen“, Erdgeschoss massiv, originale Fenstergewände mit zwei Hohlkehlen und Schräge, Fachwerk Obergeschoss verputzt, giebelseitiger Anbau, dieser Hausteil ist der ältere Hausteil mit giebelseitig angeordnetem Renaissance-Sitznischenportal von 1592 mit Initiale „VW“ am Schlussstein, weitere Datierung „1522“, Bruchstein, zum Teil Ziegelmauerwerk, Fenstergewände im Obergeschoss aus Bauphase 18. Jahrhundert, Fachwerk Obergeschoss, Krüppelwalm-Mansarddach, hoher Denkmalwert durch Originalzustand, städtebauliche Bedeutung und hohes Alter der Bausubstanz, ältestes Haus laut Datierung. | 09235902 |
| Direkt Bild zu diesem Denkmal hochladen | Wohnhaus | Nutzung 1 (Karte)               | vermutlich 2. Hälfte 18. Jahrhundert                     | Repräsentativer Fachwerkbau mit verschiefertem Obergeschoss von baugeschichtlichem und städtebaulichem Wert. Fachwerk Obergeschoss verschiefert, Krüppelwalmdach, Erdgeschoss massiv, Fenster- und Türgewände erhalten. | 09235710 |
| Direkt Bild zu diesem Denkmal hochladen | Wohnhaus in offener Bebauung mit Einfriedung | Nutzung 7 (Karte)               | um 1880                                                  | Baugeschichtlich von Bedeutung, villenartiges Wohnhaus der frühen Gründerzeit. Putzfassade, zweigeschossig, sechs Achsen, Mittelrisalit, Zwerchgiebel, Schwebegiebel, Gauben original, Satteldach, Eckquaderung, Gesims, Freitreppe, Fenster teilweise original. | 09235707 |
| Direkt Bild zu diesem Denkmal hochladen | Mietshaus in Ecklage mit Einfriedung des Vorgartens | Nutzung 17 (Karte)              | um 1900                                                  | Zeittypisches gründerzeitliches Wohnhaus von baugeschichtlichem und städtebaulichem Wert. Putzfassade, waagrechte Fensterverdachungen im ersten Obergeschoss, Zwerchgiebel, zweigeschossig, ohne Fabrikanbau. | 09235708 |
| Direkt Bild zu diesem Denkmal hochladen | Wohnhaus (Nr. 6), Wirtschaftsgebäude mit Scheune (Nr. 6a) und Tor eines Bauernhofes | Oberer Marktsteig 6; 6a (Karte) | um 1890                                                  | Baugeschichtlich und wirtschaftsgeschichtlich von Bedeutung, geschlossen erhaltener Bauernhof der Gründerzeit. Alles roter Klinker und Ziegelmauerwerk, Wohnhaus: mit Fensterverdachungen, Schwebegiebel, Bauveränderungen, Scheune mit Heuaufzug, Satteldach, Torgestaltung mit neogotischen Stilelementen, turmartig überhöhte Pfeiler neben Tor. | 09235703 |
| Direkt Bild zu diesem Denkmal hochladen | Wohnhaus (mit zwei Hausnummern) in offener Bebauung | Oberer Marktsteig 7; 8 (Karte)  | um 1930                                                  | Baugeschichtlich von Bedeutung, im traditionalistischen Stil der 1920er Jahre. Zweigeschossig, Fensterläden, Balkon, Klinkersockel Putzfassade, ockerfarben, Walmdach, dreieckigen Gauben, originale Gestaltung. | 09235702 |
| Direkt Bild zu diesem Denkmal hochladen | Villa mit Villengarten und Skulptur | Ostweg 6 (Karte)                | 1933–1934                                                | Architekt Hans Heinz Lüttgen aus Köln, Bauherr Hans Fischer, Gartengestaltung Bernhard Dannenberg, Gartenplastik Willy Meller, Bauleitung Jupp Becker, künstlerisch hervorragendes Zeugnis des Neuen Bauen, inbegriffen die Gartengestaltung, hier auch Badebecken und die Plastik Fisch, alles inklusive der Gestaltung des Gartens und des Inneren authentisch erhalten, kunstgeschichtlich, baugeschichtlich und ortsgeschichtlich von Bedeutung. Von Architekt Lüttgen aus Köln im Kreis Zwickau auch 1933–1935 Wohnhaus für den Fabrikanten Johannes Layritz in Hohenstein-Ernstthal, Heinrich-Wichern-Straße 3–5 (Bauleitung Friedrich Hähnlein, Gartenanlage Bernhard Dannenberg). | 09306424 |
| Direkt Bild zu diesem Denkmal hochladen | Schule | Pestalozzistraße 4 (Karte)      | 1927                                                     | Baugeschichtlich und ortsgeschichtlich von Bedeutung, im Heimatstil. Originale Innenausstattung mit Bleiglasfenstern, christliche Motive, im Treppenhaus, Reste Zierbrunnen, Spinde, Türen, Fußböden, Fenster, Haustüren, Porphyreinfassung, über Eingang Bildnis Pestalozzis, dreigeschossig, Obergeschoss verschiefert. | 09235706 |
| Direkt Bild zu diesem Denkmal hochladen | Wohnhaus mit Einfriedung | Poststraße 4 (Karte)            | um 1905                                                  | Baugeschichtlich von Bedeutung, Gründerzeitgebäude mit Schwebegiebeln. Unregelmäßiger Grundriss, mehr Wohnhauscharakter, Putzfassade, originale Fassadengliederung. | 09235733 |
| Direkt Bild zu diesem Denkmal hochladen | Villa mit Garten und Toreinfahrt | Robert-Koch-Straße 2 (Karte)    | 1922                                                     | Repräsentative Villa der Familie des Fabrikanten Johannes Bahner, von ortsgeschichtlicher Bedeutung im Zusammenhang mit der industriellen Entwicklung, kunsthistorischer Wert, im Reformstil der Zeit nach 1910, Architekt: Erich Basarke, Chemnitz, einheitliche Parkanlage trotz Teilung in Grundstücke (Robert-Koch-Straße 2, 4 und Stollberger Straße 5), Einfriedung mit drei Portalanlagen, von ortsbildprägender und landschaftsgestaltender Bedeutung infolge Lage, mit ausgleichender Funktion gegenüber Fabrik- und Wohnhausarchitektur des Ortes, wissenschaftlich von Belang unter anderem wegen dreier Parkvillen statt sonst üblich einer Villa. Quer gelagerter rechteckiger Putzbau, Sockel Polygonmauerwerk, Eingang mit halbkreisförmigem Altan – auf dorischen Säulen –, zum Park führende Freitreppe seitlich von geschwungenen Brüstungen gefasst, Portalgewände und Türen aus Erbauungszeit, Seitenteile des Gebäudes wirken wie flügelartige Anbauten, halbkreisförmiger Giebel der Schauseite ragt über Traufe, schiefergedecktes Mansarddach mit dreieck- oder halbkreisförmigen Fledermausgaupen, Dachgeschoss ausgebaut, massiver Kniestock, äußerlich sehr guter Originalzustand. Eingriff in Bausubstanz jedoch bei Einfriedung und Treppe der vorgelagerten Terrasse, innen veränderter Grundriss in jedem Geschoss nach 1946, einige Fenster und Türen noch aus Erbauungszeit, jedoch ohne ursprüngliche Sprosseneinteilungen, Fenstervergitterungen sowie Klappläden (vergleiche auch Stollberger Straße 5), Einheitliche Parkanlage trotz Teilung in Grundstücke (Robert-Koch-Straße 2, 4 und Stollberger Straße 5), Einfriedung mit drei Portalanlagen, unangetasteter Baumbestand trotz Umnutzung zum Volkspark, Allee sowie ursprünglich angelegte Hecken noch sichtbar, reversible Störungen durch später angelegte Gärten, Garagen, Tennisanlage. | 09236147 |
| Direkt Bild zu diesem Denkmal hochladen | Villa mit Garten und Toreinfahrt | Robert-Koch-Straße 4 (Karte)    | um 1910 (wohl 1907 erbaut)                               | Repräsentative Villa der Familie des Fabrikanten Karl Bahner, Denkmalwert ergibt sich aus dem guten Originalzustand sowie der qualitätvollen architektonischen Gestaltung, im Reformstil der Zeit um 1910, typisches Beispiel aus der Bebauungszeit, baugeschichtlich und ortsgeschichtlich von Bedeutung, einheitliche Parkanlage trotz Teilung in Grundstücke (Robert-Koch-Straße 2, 4 und Stollberger Straße 5), Einfriedung mit drei Portalanlagen, von ortsbildprägender und landschaftsgestaltender Bedeutung infolge Lage, mit ausgleichender Funktion gegenüber Fabrik- und Wohnhausarchitektur des Ortes, wissenschaftlich von Belang unter anderem wegen dreier Parkvillen statt sonst üblich einer Villa. Ehemalige Fabrikantenvilla, eingeschossiger Putzbau (ursprünglich Glattputz, Ende 60er Jahre neu verputzt), im Erdgeschoss hölzerne Fensterläden – teilweise mit Lamellen und Gitter, Eingang auf Vorderseite mittig angeordnet, originale einflügelige und rundbogige Haustür mit geschweiften Sprossen, mit sprossengeteiltem Oberlicht, kleine fünfstufige Freitreppe, neben Haustür zwei kleine Rechteckfenster mit Ziervergitterung, im Dachgeschoss Fenster mit Holzeinfassung und Blumenkästen sowie waagerechten Fensterverdachung: Holz mit Zahnschnittfries, Dach vorkragend, Mansardwalmdach mit Schopf (ursprünglich rotes Ziegeldach), Giebelseite im Giebeldreieck mit Zierfachwerk, dort Zahnschnittfries und Verschieferung, Drempel, Werksteinsockel, Polygonmauerwerk, im Erdgeschoss polygonaler eingeschossiger Altan, Innen: Dachgeschoss mit Dachstuhl aus Erbauungszeit, erstes Obergeschoss schlicht, ohne gestalterische Besonderheiten, Zimmertüren aus Erbauungszeit, Einbauschrank im ehemaligen Schlafzimmer, zweiläufige Holztreppe mit verziertem Holztreppengeländer, im Erdgeschoss Parkett, der Vorraum mit Fliesen, Treppenhaus mit verzierter Heizungsverkleidung sowie hölzerner Wandvertäfelung, dort leeres Uhrgehäuse, Esszimmer mit eleganter Stuckdecke und Holzvertäfelung, daran angrenzend nachträglicher Anbau, dazwischen verglaste Trennwand, Parkettfußboden, Gartenanlage lässt Wegeführung nicht mehr erkennen, jedoch gibt es teilweise alten Baumbestand, einheitliche Parkanlage trotz Teilung in Grundstücke (Robert-Koch-Straße 2, 4 und Stollberger Straße 5), Einfriedung mit drei Portalanlagen, unangetasteter Baumbestand trotz Umnutzung zum Volkspark, Allee sowie ursprünglich angelegte Hecken noch sichtbar, reversible Störungen durch später angelegte Gärten, Garagen, Tennisanlage. | 09235906 |
| Direkt Bild zu diesem Denkmal hochladen | Villa (mit Anbau), sowie Einfriedung und Garten | Robert-Koch-Straße 56 (Karte)   | um 1932                                                  | Orts- und baugeschichtlich von Bedeutung, ehemalige Villa des Strumpffabrikanten Götze, im Heimatstil. Sehr guter Originalzustand, Fassade mit Naturstein verkleidet, kleiner dreieckiger Erker, Gitter, Türen, Fenster original, sehr gute originale Innenausstattung, so Treppen, Türen, Vordach, Haupteingang mit Darstellung der Strumpfwirkerei und des Handels, Villa des Strumpffabrikanten Götze, im Garten Kegelbahn, kleiner Springbrunnen, ursprünglich Pergola, Terrasse. | 09235907 |
| Direkt Bild zu diesem Denkmal hochladen | Wohnhaus und Hinterhaus | Schmiedegasse 1 (Karte)         | nach 1800                                                | Baugeschichtlich von Bedeutung, Wohnhaus mit Fachwerk-Obergeschoss, schönes Türportal. Fachwerk Obergeschoss, Erdgeschoss massiv, schöne, zum Teil noch erhaltene Fenstergewände und Türportal, im Obergeschoss Eckstreben, regelmäßiges Fachwerk, Krüppelwalmdach, Hinterhaus: Fachwerk, Krüppelwalmdach, zweigeschossig, Fachwerk auch im Erdgeschoss erhalten, traufseitiger Anbau. | 09235900 |
| Direkt Bild zu diesem Denkmal hochladen | Strumpffabrik bestehend aus zwei Fabrikgebäuden | Stollberger Straße 1 (Karte)    | 1912–1914                                                | Qualitätvoller und repräsentativer Fabrikbau im Reformstil zwischen 1912 und 1914 durch die Architekten Zapp & Basarke (Chemnitz) errichtet und als Standard des Fabrikbaus des beginnenden 20. Jahrhunderts baugeschichtlich bedeutend, Hauptbau mit winklig angebautem, flachen Gebäude sind die baulichen Reste der bedeutenden Oberlungwitzer Strumpffabrik Louis Bahner (ELBEO) und daher wirtschaftsgeschichtlich und ortsgeschichtlich von Bedeutung, die älteren Fabrikbauten aus der Zeit um 1900 vor 2010 abgebrochen. Bauliche Schutzgüter: - Fabrikgebäude: 1912–14, Putzbau, viergeschossig, Walmdach, originale Fenstergliederung, umlaufendes Gesims, Mittelrisalit mit halbrundem Dachabschluss, nördlich Treppenhausturm. - Fabrikhalle: Nachträglich angebaut (wahrscheinlich nach 1935) Putzbau, anderthalbgeschossig, Pultdach, verbunden mit Hauptgebäude. | 09236149 |
| Direkt Bild zu diesem Denkmal hochladen | Villa mit Garten und Toreinfahrt | Stollberger Straße 5 (Karte)    | 1922                                                     | Repräsentative Villa der Familie des Fabrikanten Ernst Bahner, von ortsgeschichtlicher Bedeutung im Zusammenhang mit der industriellen Entwicklung, kunsthistorischer Wert, im Reformstil der Zeit nach 1910, expressionistisch gestaltetes Portalgewände, Architekt: Erich Basarke, Chemnitz, einheitliche Parkanlage trotz Teilung in Grundstücke (Robert-Koch-Straße 2, 4 und Stollberger Straße 5), Einfriedung mit drei Portalanlagen, von ortsbildprägender und landschaftsgestaltender Bedeutung. Infolge Lage mit ausgleichender Funktion gegenüber Fabrik- und Wohnhausarchitektur des Ortes, wissenschaftlich von Belang unter anderem wegen dreier Parkvillen statt sonst üblich einer Villa einheitliche Parkanlage trotz Teilung in Grundstücke (Robert-Koch-Straße 2, 4 und Stollberger Straße 5), Einfriedung mit drei Portalanlagen, unangetasteter Baumbestand trotz Umnutzung zum Volkspark, Allee sowie ursprünglich angelegte Hecken noch sichtbar, reversible Störungen durch später angelegte Gärten, Garagen, Tennisanlage. | 09236213 |
| Direkt Bild zu diesem Denkmal hochladen | Wohnstallhaus eines ehemaligen Dreiseithofes | Südbauernweg 19 (Karte)         | vor 1800                                                 | Baugeschichtlich von Bedeutung, Fachwerkbau. Fachwerk Obergeschoss, Giebel verschiefert, steiles Satteldach, Erdgeschoss massiv, originale Fenstergewände, Türportal verändert, sehr guter Originalzustand. | 09235714 |
| Direkt Bild zu diesem Denkmal hochladen | Wohnstallhaus eines Dreiseithofes | Südbauernweg 21 (Karte)         | um 1850                                                  | Baugeschichtlich von Bedeutung, Fachwerkbau. Fachwerk Obergeschoss verschiefert, Erdgeschoss massiv, steiles Satteldach. | 09235713 |
| Direkt Bild zu diesem Denkmal hochladen | Wohnhaus | Uferweg 1 (Karte)               | um 1800                                                  | Baugeschichtlich von Bedeutung, mit Fachwerk-Obergeschoss. Fachwerk Obergeschoss verkleidet, Tür zugebaut, giebelseitiger Anbau, Krüppelwalmdach, guter Originalzustand. | 09235705 |
| Direkt Bild zu diesem Denkmal hochladen | Wohnstallhaus, Seitengebäude und Scheune eines Dreiseithofes | Ursprunger Straße 11 (Karte)    | um 1800                                                  | Baugeschichtlich und wirtschaftsgeschichtlich von Bedeutung, Fachwerkbauten. - Wohnhaus: Erdgeschoss massiv, Fachwerk Obergeschoss verkleidet, Satteldach, - Seitengebäude: Verbrettert, teilweise Schiebefenster, Satteldach, im Erdgeschoss Garageneinbau, - Scheune: Fachwerk Drempel, Satteldach, Giebel massiv. | 09235700 |
| Direkt Bild zu diesem Denkmal hochladen | Wohnstallhaus und Seitengebäude eines Bauernhofes | Waldenburger Straße 7 (Karte)   | 1796                                                     | Baugeschichtlich und wirtschaftsgeschichtlich von Bedeutung, Fachwerkbauten, Wohnhaus mit strebenreichem Fachwerk und Segmentbogenportalen, Seitengebäude mit seltener Oberlaube. - Wohnhaus: 1796, - Seitengebäude: Oberlaube, Rest des ursprünglichen Gebäudes, nur vier Bögen der Oberlaube erhalten, gezapfte Holzverbindungen, Ende 18. Jahrhundert, Brüstung Lehmfachwerk, Dach verändert, sehr flaches Satteldach, Haus um zirka vier Meter von Straße versetzt worden, - Wohnhaus: Fachwerk Obergeschoss strebenreich, Schwellenkranz stark ausgeprägt, Erdgeschoss massiv, originale Fenstergewände, Stichbogenportal datiert 1796 mit Schlussstein und Initiale, nachträglich eingefügte schöne Haustür vom Ende 19. Jahrhundert, - Stall: Auch Stichbogenportal, im Stall preußisches Kappengewölbe, Blockstube erhalten, Anschrift vermutlich Waldenburger Straße 7 und nicht Waldenburger Straße 9a. | 09235896 |
| Direkt Bild zu diesem Denkmal hochladen | Villa mit Einfriedung | Werkstraße 3 (Karte)            | um 1900                                                  | Architektonisch anspruchsvoller gründerzeitlicher Klinkerbau von baugeschichtlichem Wert. Klinkerfassade, roter Klinker, Eckquaderung, eingeschossig, Zaunspfeiler Klinker, Erker überhöht, Veranda mit Bleiglasfenster. | 09235709 |
| Direkt Bild zu diesem Denkmal hochladen | Häuslerhaus | Wirkerweg 16 (Karte)            | um 1820                                                  | Baugeschichtlich und sozialgeschichtlich von Bedeutung, Fachwerkhaus. Fachwerk Obergeschoss, komplett erhalten, verkleidet, Krüppelwalmdach, Erdgeschoss massiv, originale Tür- und Fenstergewände, Türgewände zugesetzt. | 09235903 |